# Hidroelektrarna Kellerberg
Hidroelektrarna Kellerberg (izvirno nemško Kraftwerk Kellerberg) je ena izmed hidroelektrarn v Avstriji; leži na reki Dravi. Spada pod podjetje Verbund Austrian Hydro Power.

## Zgodovina
Hidroelektrarno so začeli graditi leta 1982. Gradnja je bila končana leta 1985. 
Moč elektrarne je 24,6 MW in na leto proizvede 96,0 milijona kWh.